# Rörkärr flygfält

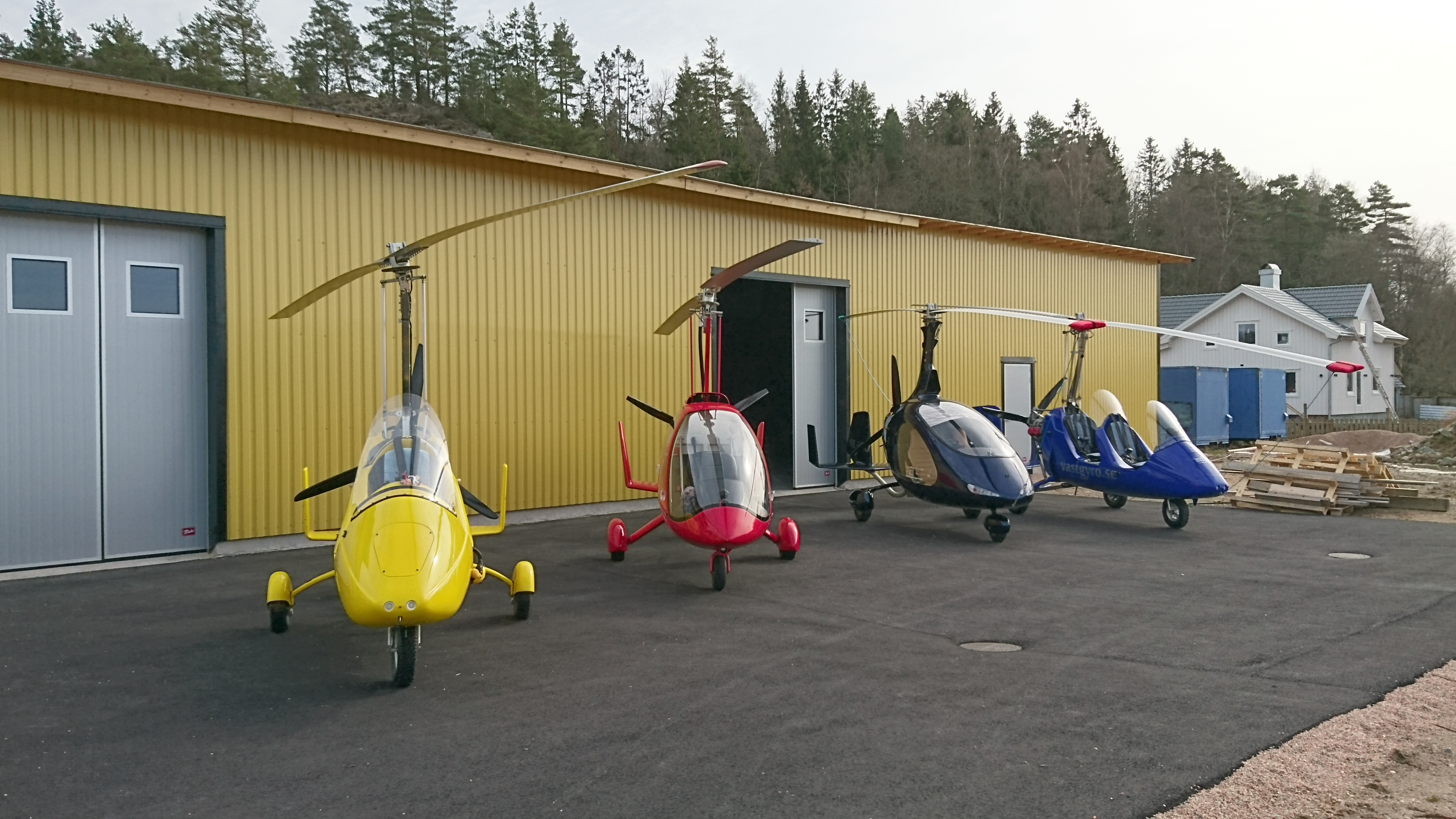
Klubbens egna samt två besökande gyrokoptrar framför Västkustens gyrokopterklubbs hangar

Rörkärr flygfält, eller Uddevalla/Rörkärr som i flygsammanhang är det officiella namnet, ligger nordväst om Uddevalla, 3 kilometer norr om Torp köpcentrum. Flygfältets koordinater är N 58°22' E011°47' och höjd över havet 120 fot (36 m). Fältet har en gräsbeklädd start- och landningsbana, det markerade stråket har måtten 655 x 30 meter. Stråkets riktning är nominellt 030 grader respektive 210 grader. Fältet är endast lämpligt för mindre flygplan.
Runt fältet har Bångens golfbana byggts och golfarna måste korsa stråket vid tre tillfällen vid en 18-håls runda.
Fältet ägs och drivs av Uddevalla flygklubb och används även av Veteranflyggruppen i Uddevalla och Västkustens Gyrokopterklubb.